# Cahier des clauses techniques générales
Le cahier des clauses techniques générales (CCTG) est un document qui fixe « les dispositions techniques applicables à toutes les prestations d’une même nature » dans le cadre d'un marché public.
Le CCTG est divisé en fascicules, chacun applicable à une prestation particulière. Par exemple, le fascicule 82 porte sur la construction d'installations d'incinération de déchets ménagers et le fascicule 85 sur la construction d'installations de broyage de déchets ménagers.
Les cahiers des clauses techniques (générales ou particulières) peuvent composer un document technique unifié.